# Muha (film, 1986)
Muha (izviren angleški naslov: The Fly) je ameriška znanstvenofantastična grozljivka režiserja in scenarista Davida Cronenberga, ki je izšla leta 1986 v distribuciji 20th Century Fox. Zgodba, ki ohlapno temelji na istoimenski kratki zgodbi Georgea Langelaana iz leta 1957, govori o ekscentričnem znanstveniku, ki se prične zaradi nezgode med poskusom teleportacije počasi spreminjati v ogromen hibrid z muho. V glavnih vlogah so zaigrali Jeff Goldblum, Geena Davis in John Getz.
Ob izidu je doživel film ogromen uspeh pri kritikih in občinstvu, najbolj na račun posebnih učinkov in Goldblumove igre. Ob 9-milijonskem proračunu je s predvajanjem v kinematografih prinesel 60 milijonov USD prihodkov, s čimer je postal en od najuspešnejših filmov Cronenbergove kariere. Leta 1989 sta maskerja Chris Walas in Stephan Dupuis zanj prejela oskarja za najboljši makeup. Walas je leta 1989 posnel nadaljevanje.
Po Langelaanovi zgodbi je bil posnet film že leta 1958, ki sta mu sledili še dve nadaljevanji, Cronenbergov film lahko torej obravnavamo kot remake. Medtem ko je bil glavni motiv prvenca cena znanstvenega napredka, pa Cronenbergova upodobitev postopnega spreminjanja protagonista simbolizira ranljivost in nestalnost človeškega telesa, staranje ter smrt. Mnogi so jo namesto tega razumeli kot komentar na epidemijo Aidsa, ki je bila ravno takrat prvič deležna javne pozornosti, kar pa je režiser zanikal.

## Igralska zasedba
- Jeff Goldblum kot Seth Brundle
- Geena Davis kot Veronica »Ronnie« Quaife
- John Getz kot Stathis Borans
- Joy Boushel kot Tawny
- Leslie Carlson kot dr. Brent Cheevers
- George Chuvalo kot Marky
- David Cronenberg kot ginekolog